# Karl-Schmidt-Straße 4

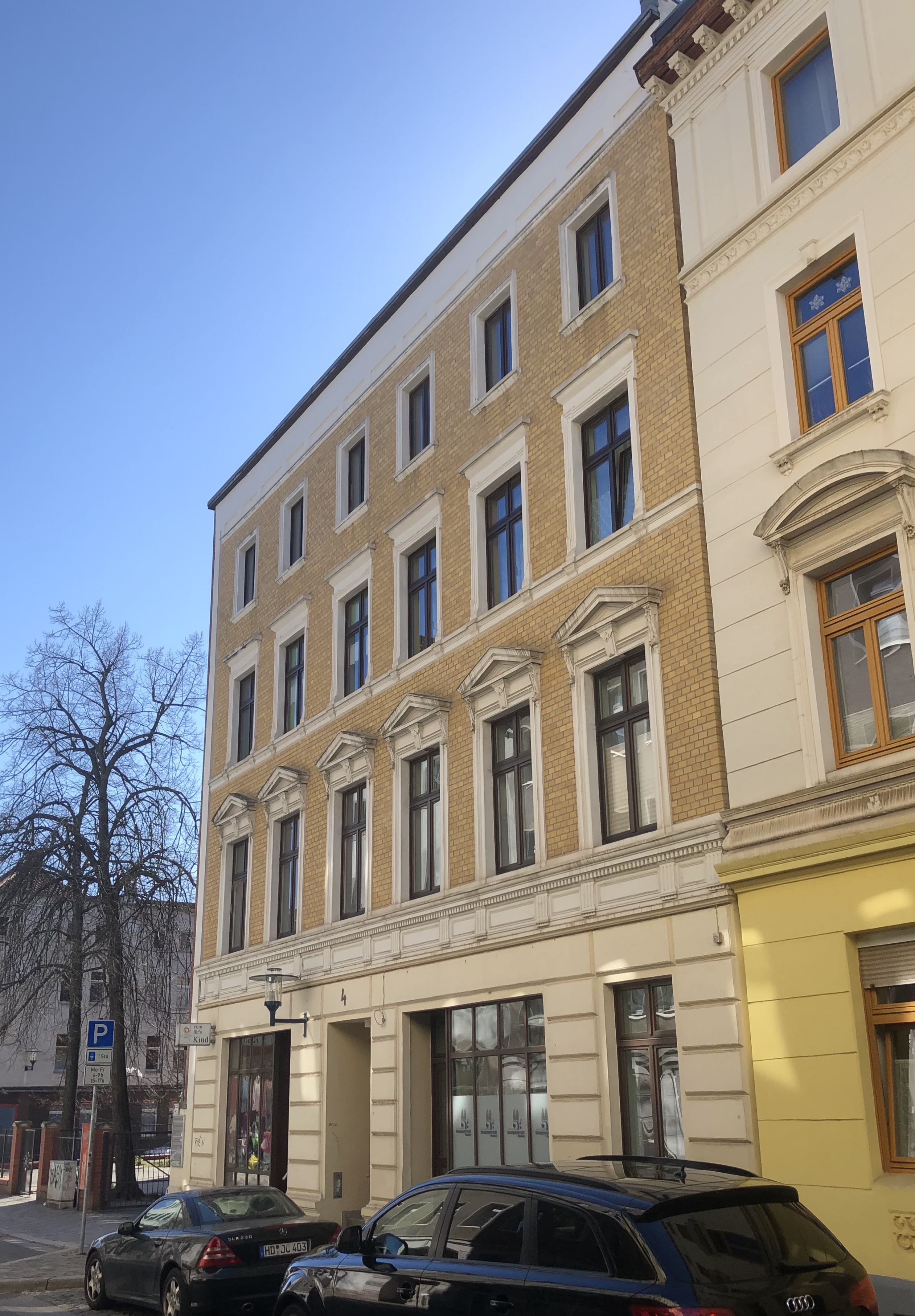
Haus Karl-Schmidt-Straße 4 im Jahr 2022

Das Gebäude Karl-Schmidt-Straße 4 ist ein denkmalgeschütztes Wohnhaus im Magdeburger Stadtteil Buckau in Sachsen-Anhalt.

## Lage
Das Haus befindet sich im nördlichen Teil der Karl-Schmidt-Straße auf deren Westseite. Nördlich grenzt das gleichfalls denkmalgeschützte Haus Karl-Schmidt-Straße 3 an.

## Architektur und Geschichte
Das viergeschossige Gebäude wurde 1879 im Stil der Neorenaissance errichtet. Der verputzte Ziegelbau wurde dabei vom Maurermeister Christian Andreas Schmidt erbaut, der auch Eigentümer des Hauses war. Das Erdgeschoss ist mit einer Putzbandgliederung versehen, oberhalb des Erdgeschosses besteht ein Fries mit Triglyphen und Zahnschnitt. In den Obergeschossen ist die Fassade sechsachsig ausgeführt. Oberhalb der Fensteröffnungen des ersten Obergeschosses befinden sich Fensterverdachungen in Form von Dreiecksgiebeln. 
Im örtlichen Denkmalverzeichnis ist das Wohnhaus unter der Erfassungsnummer 094 17831  als Baudenkmal verzeichnet.
Das Gebäude gilt als Beispiel für ein Mietswohnhaus mit einfachem bis mittleren Standard aus der Gründerzeit im zum Industrieort heranwachsenden Buckau und ist städtebaulich in dem engen Straßenzug relevant.